# Cire de carnauba
La carnaúba est une cire issue des feuilles d'un palmier du nord-est du Brésil, Copernicia prunifera. Elle se trouve généralement sous la forme de copeaux jaunes-bruns, cassants, très odorants. Cette cire est obtenue par le battage des feuilles, suivi d'un raffinage et parfois d'un blanchiment.

## Composition
La cire de carnauba contient principalement des esters d'acides gras (80-85 %), des alcools gras (10-15 %) des acides (3-6 %) et des chaines hydrocarbonées (1-3 %). Une particularité de la cire de carnauba est la présence d'un fort taux d'esters de diols (environ 20 %), d'acides gras hydroxylés (environ 6 %) et d'acide cinnamique (environ 10 %), un antioxydant.

## Utilisations
La cire de carnauba est un ingrédient très utilisé dans les cosmétiques, en particulier dans les mascaras. Elle est également utilisée dans la composition de cirages, de cires automobiles, de confiseries (Smarties, Tic-Tac, M&M's, Dragibus, Boule magique,...) où elle apporte une surface brillante ainsi que pour le lustrage des comprimés dragéifiés. On la trouve fréquemment associée à la cire d'abeille, indépendamment de l'application. Elle est autorisée comme additif alimentaire sous le numéro E903 comme agent d'enrobage.
Elle est aussi utilisée pour la finition d'aspect dans le tournage des bois.

## Caractéristiques techniques
- Point de fusion : 82 à 86 °C, l'un des plus hauts parmi les cires d'origines naturelles (supérieur à la cire d'abeille, 62 à 66 °C)[5],
- Dureté très élevée, l'une des plus hautes parmi les cires d'origines naturelles[6],
- Cassante,
- Quasiment insoluble dans l'eau.